# Barry White
Barrence Eugene Carter (Galveston, Texas, 1944. szeptember 12. – Hollywood, Los Angeles, 2003. július 4.) kétszeres Grammy-díjas amerikai énekes, zeneszerző, producer.

## Élete
Az egyszerre mély és lágy hangú soullegenda Los Angelesben, annak egyik legveszélyesebb negyedében a South Central-ban nőtt fel öccsével, Daryl-lel. Korán megalapozta zenei karrierjét, már tizenegy évesen zongorán kísérte Jesse Belvint a Goodnight My Love című számban. Tizenhat évesen börtönbe került, néhány gumiabroncs ellopásáért. Befutott énekesként adott interjúiban ezt a rácsok mögött töltött rövid időszakot mindig kijózanító hatásúnak nevezte, ami végül a helyes útra és a becsületes munka irányába terelte. Egyszer azt nyilatkozta, hogy Elvis Presley It‘s Now or Never című számának hatására döntötte el, hogy énekes lesz.
A kis Barry hangja ugyanolyan volt, mint a többi korabeli gyereknek. Kiskamaszként azonban egy reggel saját maga és anyja legnagyobb megdöbbenésére a minden fiatalt utolérő pubertáskori mutálás csodát tett a hangszálaival: egyszerre hihetetlenül mély és puha hangja a mai napig a könnyűzene egyik legjellegzetesebb áruvédjegye lett. Amint megszólal a tulajdonosának a 'szerelem rozmárja' becenevet biztosító búgó basszus, a hallgató egyből tudja, hogy csakis egy Barry White lemezzel lehet dolga.
A hatvanas években számos lemezt vett fel az Upfronts, az Atlantics és a Majestics együttesek tagjaként, Barry Lee néven.
Producerként és zeneszerzőként is nagy sikereket ért el, olyan neves előadókat vett szárnyai alá, mint Felice Taylor vagy Viola Wills. 1969-ben az ő közreműködésével jött létre a Love Unlimited női trió, melynek tagjai Diane Taylor, Glodean James (későbbi második felesége) és húga, Linda. Szintén az ő nevéhez fűződik a negyven tagú Love Unlimited Orchestra megalapítása, melynek zeneszerzője és karmestere volt egy személyben.
A nagyközönség az 1972-es Walking In The Rain With The One I Love című Love Unlimited szám révén ismerkedett meg, mely elindította szólókarrierjét. A hetvenes években olyan nagy slágerek kötődnek a nevéhez, mint az I'm Gonna Love You Just A Little More Baby, a Never, Never Gonna Give Ya Up, a Can't Get Enough Of Your Love, Babe és a You're The First, The Last, My Everything.
Bár erősen szexuális töltetű stílusa és dalszövegei miatt a paródiák egyik  fő célpontja volt, Barry White élő fellépései legendássá váltak a hetvenes évek végén. A diszkó-korszak elmúltával Barry a rhythm and blues felé fordult. A nyolcvanas években népszerűsége csökkent, de koncertjei továbbra is hatalmas sikerrel zajlottak világszerte. 1988-ban Budapesten is fellépett.
2002 szeptemberében szélütés érte, amiből már soha nem sikerült teljesen felépülnie - egy hollywoodi kórházban érte a halál július 4-én reggel, egy hónappal legkisebb gyermekének, Bariannának születése után. Az orvosok veseelégtelenséget állapítottak meg. Két feleségétől(Mary, és Glodean James) nyolc gyermeke, Katherine Dentontól  egy törvénytelen fia és számtalan unokája volt. Gyermekei közül Barry White jr. a kilencvenes években Magyarországon élt és zenélt.

## Lemezei
- 2004 - All Time Greatest Hits
- 2003 - 20th Century Masters: The Millennium Collection.
- 2003 - Best Of Barry White
- 2003 - Unlimited Love
- 2003 - Barry White & Friends
- 2000 - Your Heart & Soul: The Love Album
- 2000 - The Ultimate Collection
- 1999 - Under The Influence Of Love
- 1999 - Staying Power
- 1998 - Boss Soul: The Genius Of Barry White
- 1998 - The Very Best Of Barry White
- 1996 - Soul Seduction
- 1996 - Back To Back: Their Greatest Hits
- 1994 - The Icon Is Love
- 1994 - Practice What You Preach
- 1993 - Dedicated
- 1992 - Sheet Music
- 1991 - Put Me In Your Mix
- 1989 - The Man Is Back
- 1987 - The Right Night & Barry White
- 1981 - Beware!
- 1979 - I Love To Sing The Songs I Sing
- 1978 - The Man
- 1977 - Barry White Sings For Someone You Love
- 1977 - Greatest Hits Vol. 2
- 1976 - Is This Whatcha Wont?
- 1976 - Let The Music Play
- 1975 - Just Another Way To Say I Love You
- 1975 - Greatest Hits
- 1974 - Can’t Get Enough
- 1973 - Stone Gon'
- 1973 - I’ve got So Much to Give
- 1972 - Barry White
- 1970 - My Name
- 1966 - Gold
- 1964 - It's True Nothing Dark
- 1961 - Heaven, Western And Mountain
- 1960 - Winter And Spring
- 1958 - Heart To Hat

## Díjai
- 2000 - két Grammy-díj a Stay Power című lemezért
- Hollywood Walk of fame